# Mike Lindell
Michael J. Lindell, detto Mike (Mankato, 28 giugno 1961), è un imprenditore statunitense noto anche come My Pillow Guy, attivista politico e teorico della cospirazione. È il fondatore e CEO di My Pillow, Inc., un'azienda produttrice di cuscini, biancheria da letto e pantofole e di una piattaforma di social media chiamata Frank.
Lindell è un importante sostenitore e consigliere dell'ex presidente degli Stati Uniti Donald Trump. Dopo la sconfitta di Trump nelle elezioni presidenziali statunitensi del 2020, Lindell ha svolto un ruolo significativo nel sostenere e finanziare i tentativi di Trump di ribaltare il risultato elettorale; ha diffuso teorie del complotto smentite sulla diffusa frode elettorale in quelle elezioni. È stato anche un promotore attivo dell'estratto vegetale tossico oleandrina come cura di medicina alternativa per il COVID-19.

## Biografia
Lindell è nato nel 1961 a Mankato, Minnesota.  È cresciuto a Chaska e Carver, nel Minnesota. La dipendenza dal gioco di Lindell iniziò ad emergere durante la sua adolescenza. Ha frequentato l'Università del Minnesota dopo il liceo, ma abbandonò poco dopo.  Negli anni '80, Lindell ha lanciato e gestito una serie di piccole imprese, dalla pulizia di tappeti ad alcuni bar e ristoranti nella contea di Carver. All'età di 20 anni Lindell divenne consumatore di cocaina: questa dipendenza è peggiorata dopo che è passato al crack negli anni '90. Lindell stava anche contraendo debiti di gioco, cosa che ha portato al pignoramento della sua casa e alla richiesta di divorzio da parte di sua moglie. Lindell ha dichiarato di aver raggiunto la sobrietà attraverso la preghiera nel 2009.

### My Pillow
Nel 2004 Lindell ha inventato il cuscino My Pillow, riempito con pezzi di schiuma triturata che si incastrano. Lindell ha trasformato l'attività in una società manifatturiera. Nel 2017 il Better Business Bureau (BBB) ha revocato l'accreditamento di My Pillow, abbassando la sua valutazione a una F sulla base di una serie di reclami da parte dei consumatori. Il BBB ha citato un'offerta "compra uno, prendi uno gratuito" che è diventata un'offerta continua e quindi il prezzo normale del prodotto. In una dichiarazione, Lindell ha commentato: "Naturalmente, sono terribilmente deluso dalla decisione del BBB". 
Nel 2020 Lindell ha nominato suo figlio Darren direttore operativo dell'azienda, citando le sue possibili ambizioni politiche future. Nel 2021 alcuni importanti rivenditori hanno smesso di offrire i prodotti My Pillow. Lindell ha suggerito che questo fosse il risultato delle sue affermazioni relative ai risultati delle elezioni presidenziali degli Stati Uniti del 2020, sebbene punti vendita come Kohl's e Bed Bath & Beyond avessero sostenuto che il calo, confermato dalle ricerche di mercato, fosse invece dovuto alla bassa domanda dei clienti.

### Il sito Frank
Nel marzo 2021 Lindell ha dettagliato i piani per "Vocl", una piattaforma di social media alt-tech che stava sviluppando da diversi mesi. Ha descritto il sito come un incrocio tra YouTube e Twitter. Una disputa da parte di una società proprietaria di un sito web chiamato "Vocal" ha portato Lindell a rinominare il suo sito "Frank". Frank è stato lanciato sul dominio frankspeech.com il 19 aprile 2021, riscontrando molti problemi tecnici. Frank non ha funzionalità di social networking e offre principalmente flussi video incorporati, tra cui Absolute Interference e Teorie del complotto sulle elezioni presidenziali del 2020.
Lindell ha detto di aver speso milioni di dollari per sviluppare Frank. Secondo le fatture pubblicate da uno scrittore di SaMike lon, ottenute da una videoconferenza trapelata con il team IT di Lindell, Mike Lindell ha speso circa 936.000 dollari in hardware, manodopera e servizi per lanciare Frank. Jared Holt, un ricercatore di media di estrema destra presso il Digital Forensic Research Lab dell'Atlantic Council, ha affermato che "tutti i vari prodotti e iniziative che Lindell ha in corso, che si tratti di un film pseudo-documentario o di una piattaforma di social media, sono sforzi molto costosi. Qualcuno sta prendendo i soldi di Lindell da lui per produrre questa roba". Lindell ha dichiarato a Insider nel marzo 2022 che spendeva oltre 1 milione di dollari al mese per Frank.
FrankSocial, un sito di social networking ospitato su un dominio diverso, è diventato disponibile nell'aprile 2022. Un giornalista di Insider ha descritto FrankSocial come una reminiscenza del design di Facebook nel 2012, con un feed di notizie di base e nessuna funzione di messaggistica.

## Attività politica
Nell'agosto 2016, Lindell ha incontrato il candidato presidenziale repubblicano Donald Trump, e ne è diventato un accanito sostenitore, definendolo, dopo la sua vittoria elettorale del 2016, "il presidente più straordinario che questo paese abbia mai visto nella sua storia".
Il 19 ottobre 2016, Lindell ha partecipato al dibattito presidenziale finale a Las Vegas. Ha parlato a una manifestazione della campagna di Trump a Minneapolis il 6 novembre 2016 e ha partecipato all'Official Donald Watch Party l'8 novembre. Ha anche partecipato all'inaugurazione di Trump ricevendo in regalo dal neopresidente una spilla di inaugurazione come regalo personale.
Nel 2017, Lindell si è seduto accanto a Trump a una tavola rotonda alla Casa Bianca. In una manifestazione a Fargo, Dakota del Nord, il 27 giugno 2018, Trump si è complimentato con Lindell per il suo "acume negli affari". Lindell ha parlato a una manifestazione di Trump il 4 ottobre 2018 a Rochester, Minnesota, e alla Conservative Political Action Conference del 2019, in cui ha promosso Trump come "il più grande presidente della storia" e "scelto da Dio".
In un discorso alla Liberty University nell'agosto 2019, Lindell ha dichiarato: "Quando ho incontrato Donald Trump, mi è sembrato un appuntamento divino, e quando sono uscito da quell'ufficio ho deciso che avrei fatto tutto".
Nel 2019, Lindell ha incontrato Trump e il suo staff su questioni di dipendenza da oppiacei. Era con lui quando Trump ha firmato un disegno di legge bipartisan che affrontava la crescente crisi degli oppioidi e cercava di prevenire l'abuso di oppioidi e la morte.
In un'apparizione del marzo 2020 su Fox News, Lindell ha affermato che le fabbriche di biancheria da letto della sua azienda erano state riorientate sulla produzione di mascherine per volere dell'amministrazione Trump. Più tardi, sempre, in quel mese, Lindell è apparso con Trump a una conferenza stampa sul coronavirus alla Casa Bianca, durante la quale Lindell ha elogiato Trump: "Dio ci ha dato la grazia l'8 novembre 2016, per cambiare il corso in cui ci trovavamo. Dio era stato tolto dalle nostre scuole e vite, una nazione ha voltato le spalle a Dio. Vi incoraggio a usare questo tempo a casa per riprendere la parola. Leggete la nostra Bibbia e trascorrete del tempo con le nostre famiglie".
Lindell ha preso in considerazione la possibilità di candidarsi alla carica di governatore del Minnesota nel 2022 contro il democratico in carica Tim Walz, su sollecitazione, è stato detto, di Trump.  Ha partecipato a una riunione dell'Associazione dei governatori repubblicani dove è stato incoraggiato a candidarsi. Nel maggio 2020, è diventato il presidente della campagna per la rielezione di Trump in Minnesota. Nel luglio 2020, Lindell si è detto "sicuro al 99%" di candidarsi alla carica di governatore del Minnesota; ma poi non l'ha fatto.
Nel novembre 2020, Lindell è stato tra coloro che hanno pagato la cauzione del tiratore di Kenosha, l'allora diciassettenne Kyle Rittenhouse. Lindell ha risposto alle accuse dicendo di aver donato a "The Fight Back Foundation Inc. per aiutare a finanziare controversie per frode elettorale, tra le altre cose" e che la storia era una "fake news".
Lindell ha annunciato che si sarebbe candidato alla presidenza del Comitato nazionale repubblicano nel novembre 2022. Il 27 gennaio 2023 ha perso dopo aver ricevuto quattro dei 167 voti espressi.

### Tentativi di ribaltare le elezioni presidenziali del 2020

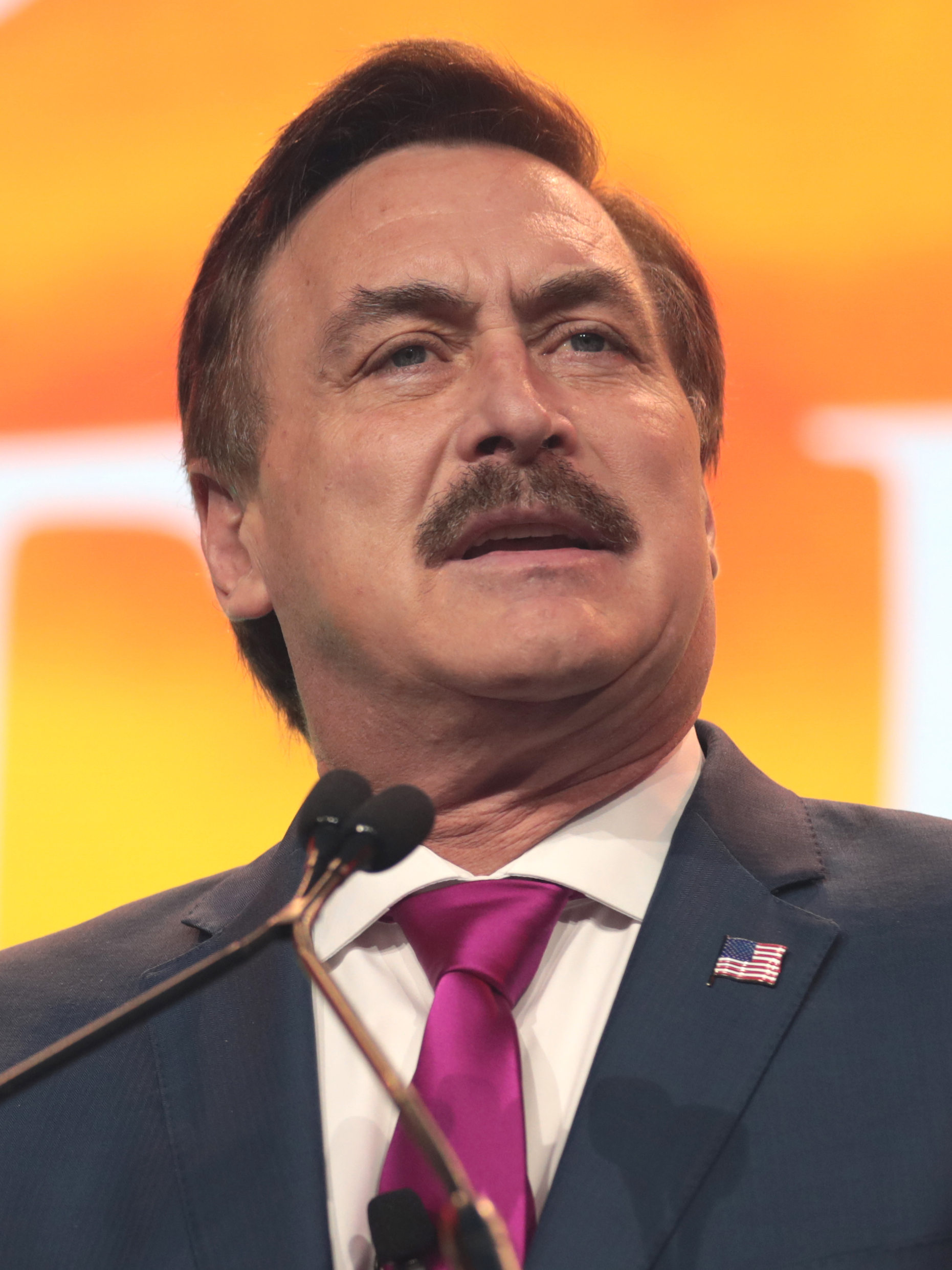
Lindell nel 2020

Dopo la sconfitta di Trump alle elezioni presidenziali del 2020, Lindell ha svolto un ruolo significativo nel sostenere e finanziare i tentativi di Trump di ribaltare il risultato elettorale.
Lindell ha contribuito a sponsorizzare un tour in autobus che ha cercato di contestare i risultati elettorali. Il tour di due settimane si è concluso a Washington, D.C., il 14 dicembre 2020; Lindell ha parlato dopo cinque fermate del tour dicendo che "non ha aiutato a finanziare i viaggi successivi per promuovere il raduno del 6 gennaio", riferendosi al raduno seguito dall'assalto al Campidoglio degli Stati Uniti da parte di una folla pro-Trump. Lindell partecipò a questa manifestazione ma non andò in Campidoglio.  Dopo l'assalto, Lindell è stato tra coloro che hanno avanzato la falsa teoria del complotto secondo cui le persone associate agli antifa erano responsabili dell'attacco, chiarendo che probabilmente si erano "vestite come gente di Trump". Il 15 gennaio 2021, Lindell ha portato un documento nell'ala ovest della Casa Bianca; il documento sembrava fare riferimento alla legge marziale, all'Insurrection Act e alla sostituzione di Gina Haspel con il lealista di Trump Kash Patel come direttore della CIA.
Lindell ha promosso una teoria del complotto che affermava (falsamente) che le società di macchine per il voto Smartmatic e Dominion avevano cospirato con potenze straniere per truccare le macchine in modo da rubare le elezioni a Trump. A gennaio e febbraio 2021, Dominion ha avvertito Lindell che aveva intenzione di fargli causa, affermando nella lettera: "Ti sei posizionato come un leader di spicco della campagna di disinformazione in corso". (Sia Smartmatic che Dominion hanno inviato lettere simili anche ad altri).  Lindell è apparso sulla rete il 2 febbraio 2021 in un'intervista per discutere della cultura dell'annullamento ma si è concentrato sulla ripetizione delle false affermazioni sulle macchine per il voto truccate. Il conduttore della rete, Bob Sellers, ha cercato di impedire a Lindell di fare le sue affermazioni; Sellers ha poi letto un disclaimer prima di lasciare il set a metà intervista.
Il 25 gennaio 2021, Twitter ha bandito definitivamente Lindell per aver perpetuato l'affermazione infondata secondo cui Trump avrebbe vinto le elezioni del 2020. Un portavoce di Twitter ha spiegato che Lindell ha violato la politica di integrità civica dell'azienda implementata nel settembre 2020 per combattere la disinformazione. Dopo che il suo account personale è stato bannato, Lindell ha aggirato il divieto utilizzando l'account Twitter aziendale My Pillow per pubblicare diversi tweet, tra cui un appello al CEO di Twitter Jack Dorsey per "essere scoperto" e "messo in prigione quando tutto sarà rivelato!" A seguito dei tweet, Twitter ha bandito definitivamente l'account My Pillow per aver violato la politica di evasione dei ban della piattaforma.
Lindell ha acquistato tre ore di trasmissione su One America News Network, anch'essa minacciata di azioni legali, per trasmettere Absolute Proof, un documentario sulle elezioni, il 5 febbraio 2021. OANN ha trasmesso un lungo disclaimer prima del programma, affermando che le affermazioni erano solo di Lindell, ma che i risultati delle elezioni del 2020 "rimangono contestati e messi in discussione da milioni di americani". YouTube ha rimosso il documentario quel giorno per aver violato la sua politica contro la disinformazione elettorale. Al 41º Golden Raspberry Awards, che assegna premi ai film giudicati peggiori, Absolute Proof ha vinto i Golden Raspberry Awards per il peggior film e il peggior attore per Lindell. Il 20 aprile 2021, Lindell ha pubblicato un secondo documentario intitolato Absolute Interference, che promuoveva anche teorie del complotto sfatate sulle elezioni e criticava i media e il comunismo.
Dominion ha inviato lettere di diffida a Lindell nel dicembre 2020 e nel gennaio 2021 e gli ha chiesto di ritrattare le sue false affermazioni sull'azienda. Dopo che Lindell ha rifiutato (dicendo "citami in giudizio"), Dominion ha intentato una causa per diffamazione il 22 febbraio 2021, nominando sia Lindell che My Pillow come imputati e chiedendo 1,3 miliardi di dollari di danni. Nella sua denuncia, Dominion ha affermato che Lindell e My Pillow hanno utilizzato "campagne di marketing diffamatorie, con codici promozionali come 'FightforTrump', '45', 'Proof' e 'QAnon', [che hanno] aumentato le vendite di My Pillow del 30-40% e [hanno continuato] a ingannare le persone nel reindirizzare la loro indignazione elettorale in acquisti di cuscini"; Dominion ha inoltre dichiarato che il suo intento era quello di "impedire a Lindell e My Pillow di trarre ulteriori profitti a spese di Dominion". L'11 agosto, un giudice della corte federale stabilì che la causa per diffamazione di Dominion contro Lindell e My Pillow poteva procedere, osservando che Dominion aveva "adeguatamente sostenuto" che le accuse di Lindell contro la società erano consapevolmente false o fatte con "sconsiderato disprezzo per la verità". Nel gennaio 2022, Smartmatic ha citato in giudizio Lindell per diffamazione e ha chiesto danni e spese legali non specificati; le sue false affermazioni avevano ridotto il valore dell'azienda da oltre 3 miliardi di dollari prima delle elezioni del 2020 a meno di 1 miliardo di dollari.
Nel marzo 2021, Lindell ha dichiarato al podcast War Room: Pandemic di Steve Bannon che avrebbe contro-citato in giudizio Dominion, accusandola di racket e interferenze elettorali. Il 19 aprile 2021, Lindell ha annunciato che My Pillow aveva intentato una causa da 1,6 miliardi di dollari contro Dominion, sostenendo che Dominion aveva diffamato la società. Stephen Shackelford, consulente legale di Dominion, ha dichiarato che la causa di My Pillow era "una causa di ritorsione senza merito, intentata da My Pillow per cercare di distrarre dal danno che ha causato a Dominion". Lindell ha anche intentato una causa civile contro Dominion e Smartmatic nel giugno 2021. Nel maggio 2022, il tribunale federale ha respinto tutte le richieste di Lindell e MyPillow contro Dominion, Smartmatic e i loro avvocati. Il tribunale ha anche stabilito che Lindell e MyPillow sarebbero stati responsabili nei confronti di Smartmatic per le spese legali, in un importo da determinare, per aver presentato richieste di risarcimento frivole ai sensi della Regola 11.
Lindell e altri hanno previsto che le varie indagini sulle elezioni avrebbero portato al reintegro di Trump come presidente nel 2021. Anzi, Trump sarebbe stato reintegrato la mattina del 13 agosto, affermando che "sarà sulla bocca di tutti". Dopo che il 13 agosto è passato e il presidente Joe Biden è rimasto in carica, Lindell ha spostato la sua previsione per il ritorno di Trump al 30 settembre.

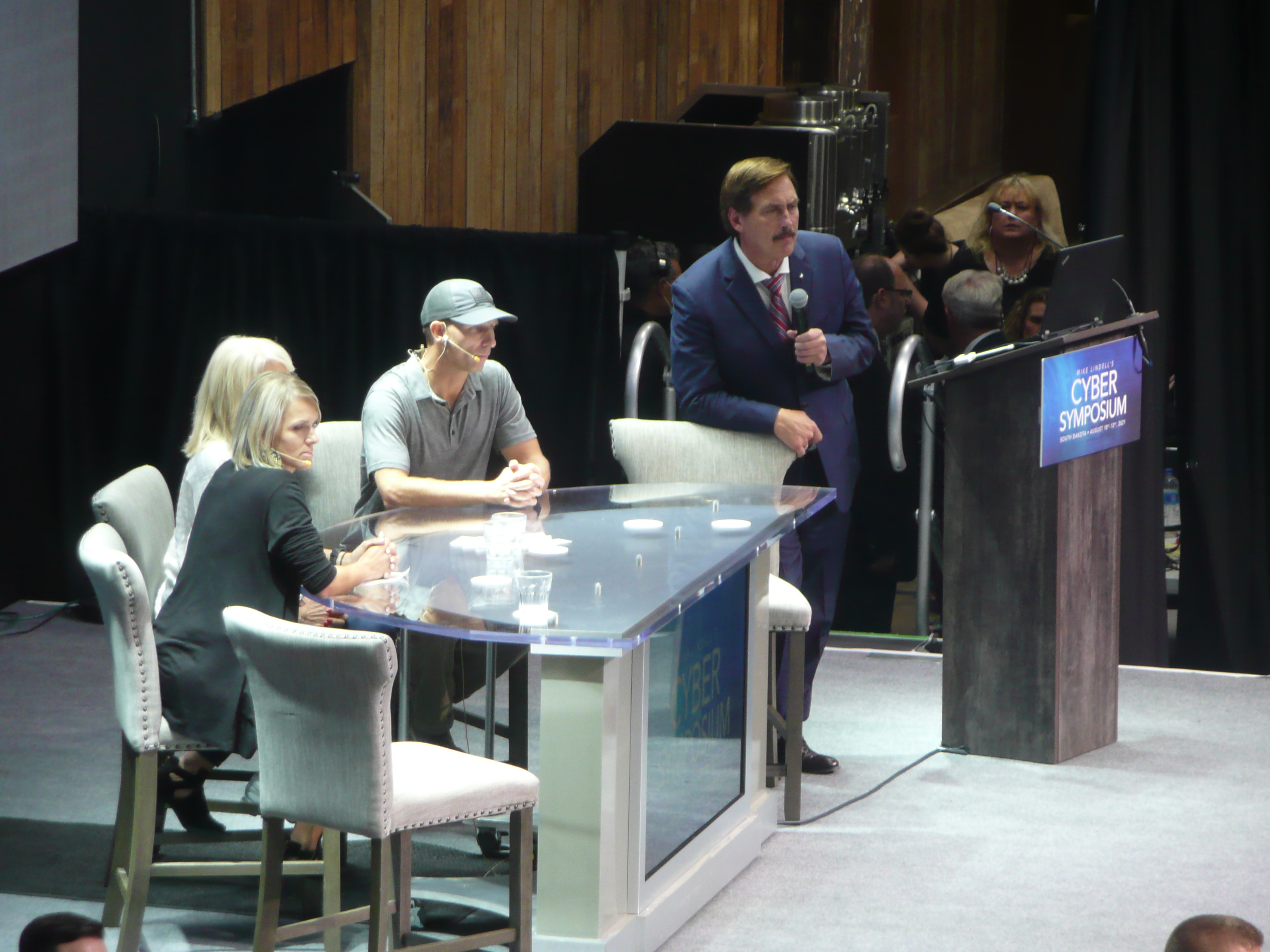
Lindell (in piedi) al suo Cyber Symposium

Lindell ha tenuto un "Simposio cibernetico" di tre giorni che si è concluso il 12 agosto, promettendo di presentare "prove inconfutabili" di frode elettorale, ma non ne è stata prodotta nessuna. Il giornalista Donie O'Sullivan ha portato l'esperto di sicurezza informatica Harri Hursti alla conferenza, e Hursti ha affermato che le presunte prove di Lindell erano un "mucchio di nulla" e non ha trovato prove di frode elettorale.
In relazione al Cyber Symposion, Lindell ha affermato che un certo set di dati mostrava l'interferenza cinese nelle elezioni del 2020 e ha offerto 5 milioni di dollari a chiunque per dimostrare il contrario. Questa sfida è stata raccolta da Robert Zeidman, uno sviluppatore di software che è stato descritto come un sostenitore di Trump e che afferma di aver pensato che i dati fossero probabilmente autentici perché altrimenti Lindell non avrebbe offerto una ricompensa così alta. Le regole prevedevano l'arbitrato vincolante da parte dell'American Arbitration Association (AAA). Zeidman ha concluso che i dati non erano autentici e il 20 aprile 2023, un panel del Commercial Arbitration Tribunal dell'AAA ha ordinato a Lindell di pagare i 5 milioni di dollari. Il 21 febbraio 2024, il tribunale distrettuale degli Stati Uniti del distretto del Minnesota ha confermato il lodo arbitrale.
Nel settembre 2021, la contea di Bonner, nell'Idaho, ha annunciato che avrebbe effettuato un riconteggio dei voti espressi nelle elezioni presidenziali del 2020, in risposta a un'accusa di Lindell secondo cui tutte le 44 contee dell'Idaho erano state violate digitalmente. Lindell ha fornito un elenco dettagliato di indirizzi IP che ha affermato essere stati compromessi. L'impiegato della contea Mike Rosedale ha dichiarato che tutte le macchine per il voto della contea sono state completamente airgapped da Internet, osservando anche che sette contee dell'Idaho non utilizzano macchine per il voto. Lindell ha affermato che una formula specifica è stata applicata dagli hacker per spostare i voti da Trump a Biden. Rosedale ha detto che Lindell non aveva contattato il suo ufficio prima di presentare le sue accuse. Trump ha vinto la contea di Bonner con il 67,2% dei voti e l'Idaho con il 63,9% nelle elezioni del 2020. Alla conclusione del riconteggio dell'Idaho, l'accuratezza è stata determinata entro lo 0,1% per i risultati elettorali senza indicazioni di hacking digitale. L'Idaho prevede di addebitare a Lindell il costo del riconteggio. L'audit di Bonner e gli audit di altre due contee che non utilizzano macchine per il voto, hanno affermato l'accuratezza del conteggio delle schede. Il vice segretario di Stato Chad Houck ha detto che a Lindell sarebbe stato inviato un conto per gli audit.
Nel gennaio 2022, Lindell ha dichiarato di possedere "prove sufficienti per mettere tutti in prigione a vita, circa 300 milioni di persone" per il loro ruolo nella presunta frode elettorale del 2020, che, all'epoca, rappresentava circa il 91% della popolazione statunitense.
Il 13 settembre 2022, l'FBI ha notificato un mandato di perquisizione e sequestro per il telefono di Lindell. Come raccontato da Lindell, parlando nel suo web show, gli agenti hanno circondato la sua auto in un fast-food drive-through in Minnesota. Oltre a condividere il mandato di perquisizione nel suo show, Lindell afferma che gli agenti dell'FBI hanno posto domande riguardo all'impiegata della contea di Mesa del Colorado Tina Peters, che è stata accusata di interferenze elettorali all'inizio di quel mese.
Nell'agosto 2023, Lindell ha dichiarato che avrebbe evitato le frodi elettorali facendo volare droni con dispositivi di sniffing wireless attaccati vicino ai seggi elettorali per determinare se le macchine per il voto siano connesse a Internet.
Lo studio legale di Lindell ha dichiarato in un documento depositato in tribunale nell'ottobre 2023 che Lindell era in arretrato di milioni di dollari di onorari e che lo studio non poteva più permettersi di rappresentarlo. Lindell ha elogiato i suoi avvocati per il loro lavoro, aggiungendo: "Abbiamo perso tutto, ogni centesimo. Tutto è sparito".

## Vita privata
Lindell si è sposato tre volte. Il primo matrimonio si è concluso con un divorzio dopo circa 20 anni. La coppia ha avuto figli.
Ha sposato quindi Dallas Yocum nel giugno 2013 e ha chiesto il divorzio a metà luglio 2013 dopo che lei lo aveva lasciato. Lindell ha dichiarato di avere un accordo prematrimoniale.
Il terzo matrimonio di Lindell è stato reso pubblico da Donald Trump in occasione di un comizio il 6 aprile 2024.
Lindell è un cristiano evangelico e ha ricevuto un dottorato onorario in economia dalla Liberty University nel 2019. Nel conferire l'onorificenza, Dave Brat, preside della School of Business della Liberty University, ha definito Lindell "uno dei più grandi uomini d'affari cristiani del pianeta". L'evento vide la donazione di Lindell di 12.000 cuscini per un valore di oltre 600.000 dollari ai presenti. Nello stesso anno, Lindell pubblicò un libro, What Are the Odds? Da Crack Addict a CEO, in cui racconta la sua guarigione notturna dalla tossicodipendenza e attribuisce all'intervento divino il successivo lancio della sua attività di cuscini.
Nel gennaio 2021, il Daily Mail ha pubblicato una storia in cui si affermava che Lindell ha avuto una relazione di nove mesi con l'attrice Jane Krakowski tra la fine del 2019 e l'estate del 2020. Sia Lindell che Krakowski lo hanno negato. Lindell, rappresentato dall'avvocato Charles Harder, citò in giudizio il Daily Mail, accusandolo di diffamazione. Un tribunale federale ha respinto la causa nel dicembre 2021, stabilendo che Lindell non era riuscito a identificare alcuna dichiarazione "che una persona ragionevole avrebbe considerato diffamatoria".
Nel marzo 2021, Lindell ha dichiarato al The Domenick Nati Show che non viveva più in Minnesota e non partecipava a eventi di persona per motivi di sicurezza.